# Trechus talequah
Trechus talequah är en skalbaggsart som beskrevs av Barr. Trechus talequah ingår i släktet Trechus och familjen jordlöpare. Inga underarter finns listade i Catalogue of Life.